# Padang Air Dingin
Padang Air Dingin is een bestuurslaag in het regentschap Solok Selatan van de provincie West-Sumatra, Indonesië. Padang Air Dingin telt 2303 inwoners (volkstelling 2010).